# Scorticoite
La scorticoite (simbolo IMA: Srt) è un rarissimo minerale del gruppo della welinite appartenente alla famiglia minerale dei "silicati e germanati" con composizione chimica Mn6(Sb ☐)(SiO4)2O3(OH)3.
Strutturalmente appartiene ai nesosilicati.

## Etimologia e storia
La scorticoite prende il nome dalla sua località tipo, la "miniera di Scortico-Ravazzone" (44.1267°N 10.1198°E) nei pressi di Fivizzano (in Toscana, Italia).

## Classificazione
Nella nona edizione della sistematica dei minerali di Strunz, aggiornata dall'Associazione Mineralogica Internazionale (IMA) fino al 2009, la scorticoite non compare, essendo stata riconosciuta come specie minerale a sé dall'IMA nel 2019.
Nell'edizione successiva, proseguita dal database "mindat.org" e chiamata Classificazione Strunz-mindat, la scorticoite è elencata nella classe dei "silicati" e nella sottoclasse dei "nesosilicati"; questa è ulteriormente suddivisa in base alla struttura del minerale, in modo che essa possa essere trovata nella sezione nº 9.AF.75 insieme a franciscanite, örebroite	e welinite.

## Abito cristallino
La scorticoite cristallizza nel sistema trigonale nel gruppo spaziale P3 (gruppo nº 143) con parametri reticolari a = 8,205(1) Å e c = 4,774(1) Å.

## Origine e giacitura
Il campione tipo della scorticoite è depositato nelle collezioni mineralogiche del Museo di Storia Naturale dell'Università di Pisa (Italia) con il numero di catalogo 19908.
Il minerale è molto raro ed è noto solo un sito di ritrovamento, la miniera di "Scortico-Ravazzone" presso Fivizzano (Italia).